# Eleccions legislatives de Corea del Sud de 2020
Les eleccions legislatives de Corea del Sud de 2020 van ser unes eleccions legislatives que es van celebrar a Corea del Sud el 15 d'abril de 2020. Els 300 diputats de l'Assemblea Nacional van ser elegits, 253 de circumscripcions uninominals i 47 de llistes de partits proporcionals. Van ser les primeres eleccions celebrades sota un aquest nou sistema electoral. Els dos partits més grans, el liberal Partit Demòcrata i el conservador Partit del Futur Unit, van crear nous partits satèl·lit (també coneguts com a partits de bloc) per aprofitar el sistema electoral revisat. Les reformes també van reduir l'edat de vot de 19 a 18 anys.
El Partit Demòcrata i el seu satèl·lit, el Partit de la Plataforma, van aconseguir una victòria contundent, aconseguint 180 dels 300 escons (60%) entre ells. Només el Partit Demòcrata va guanyar 163 escons, el nombre més alt per qualsevol partit des de 1960. Això va garantir a l'aliança liberal governant una majoria absoluta a la cambra legislativa i les tres cinquenes parts de la supermajoria necessària per accelerar els seus procediments. L'aliança conservadora entre el Partit del Futur Unit i el seu satèl·lit Partit de Corea del Futur va guanyar 103 escons, el pitjor resultat conservador des de 1960.

## Resultats
|                                                                  | Partit Demòcrata / Partit de la Plataforma      | 14,345,425 | 49.91 | 163 | 9,307,112  | 33.36 | 6  | 11 | 17 | 180 | 57  |
|                                                                  | Partit del Futur Unit / Partit Corea del Futur  | 11,915,277 | 41.45 | 84  | 9,441,520  | 33.84 | 7  | 12 | 19 | 103 | 19  |
|                                                                  | Partit de la Justícia                           | 487,519    | 1.69  | 1   | 2,697,956  | 9.67  | 2  | 3  | 5  | 6   | =   |
|                                                                  | Partit Popular                                  | –          | –     | –   | 1,896,719  | 6.80  | 1  | 2  | 3  | 3   | Nou |
|                                                                  | Partit Demòcrata Obert                          | –          | –     | –   | 1,512,763  | 5.42  | 1  | 2  | 3  | 3   | Nou |
|                                                                  | Partit Minsaeng                                 | 415,473    | 1.44  | 0   | 758,778    | 2.72  | 0  | 0  | 0  | 0   | 38  |
|                                                                  | Partit d'Unificació de la Llibertat Cristiana   | 7,663      | 0.02  | 0   | 513,159    | 1.84  | 0  | 0  | 0  | 0   | =   |
|                                                                  | Partit Minjung                                  | 172,239    | 0.59  | 0   | 295,612    | 1.06  | 0  | 0  | 0  | 0   | 1   |
|                                                                  | El Nostre Partit Republicà                      | 47,603     | 0.16  | 0   | 208,719    | 0.75  | 0  | 0  | 0  | 0   | Nou |
|                                                                  | Partit de les Dones                             | –          | –     | –   | 208,697    | 0.75  | 0  | 0  | 0  | 0   | Nou |
|                                                                  | Partit Nacional Revolucionari                   | 208,324    | 0.72  | 0   | 200,657    | 0.72  | 0  | 0  | 0  | 0   | Nou |
|                                                                  | Nou Partit Pro-Park                             | 1,884      | 0.00  | 0   | 142,747    | 0.51  | 0  | 0  | 0  | 0   | Nou |
|                                                                  | Partit de l'Alba de la Llibertat                | –          | –     | –   | 101,819    | 0.36  | 0  | 0  | 0  | 0   | Nou |
|                                                                  | Partit Saenuri                                  | 269        | 0.00  | 0   | 80,208     | 0.29  | 0  | 0  | 0  | 0   | =   |
|                                                                  | El Nostre Futur                                 | 1,574      | 0.00  | 0   | 71,423     | 0.26  | 0  | 0  | 0  | 0   | Nou |
|                                                                  | Partit Futur Demòcrata                          | –          | –     | –   | 71,297     | 0.26  | 0  | 0  | 0  | 0   | Nou |
|                                                                  | Partit Verd Coreà                               | –          | –     | –   | 58,948     | 0.21  | 0  | 0  | 0  | 0   | =   |
|                                                                  | Partit Econòmic de Corea                        | –          | –     | –   | 48,807     | 0.17  | 0  | 0  | 0  | 0   | =   |
|                                                                  | Partit Laborista                                | 15,752     | 0.05  | 0   | 34,272     | 0.12  | 0  | 0  | 0  | 0   | =   |
|                                                                  | Endavant, Corea                                 | –          | –     | –   | 34,012     | 0.12  | 0  | 0  | 0  | 0   | =   |
|                                                                  | Partit Hongik                                   | –          | –     | –   | 22,583     | 0.08  | 0  | 0  | 0  | 0   | =   |
|                                                                  | Partit Llibertat                                | –          | –     | –   | 20,599     | 0.07  | 0  | 0  | 0  | 0   | Nou |
|                                                                  | Partit dels Petits i Mitjans Autònoms           | –          | –     | –   | 19,444     | 0.07  | 0  | 0  | 0  | 0   | =   |
|                                                                  | Partit República de Corea                       | –          | –     | –   | 19,246     | 0.07  | 0  | 0  | 0  | 0   | Nou |
|                                                                  | Partit del Benestar de Corea                    | 625        | 0.00  | 0   | 19,159     | 0.07  | 0  | 0  | 0  | 0   | =   |
|                                                                  | Partit Demòcrata Unit                           | 512        | 0.00  | 0   | 17,405     | 0.06  | 0  | 0  | 0  | 0   | =   |
|                                                                  | Nou Partit de Participació Nacional             | –          | –     | –   | 15,998     | 0.06  | 0  | 0  | 0  | 0   | Nou |
|                                                                  | Partit Solidari dels Ciutadans Desperts         | –          | –     | –   | 14,242     | 0.05  | 0  | 0  | 0  | 0   | Nou |
|                                                                  | Nou Partit Polític Nacional                     | 65         | 0.00  | 0   | 12,376     | 0.04  | 0  | 0  | 0  | 0   | =   |
|                                                                  | ¡Vamonos! Partido Ambiental                     | –          | –     | –   | 11,040     | 0.04  | 0  | 0  | 0  | 0   | Nou |
|                                                                  | Partit del Futur de la provincia de Chungcheong | 1,148      | 0.00  | 0   | 10,841     | 0.04  | 0  | 0  | 0  | 0   | =   |
|                                                                  | Partit d'Unificació Intercoreana                | –          | –     | –   | 10,833     | 0.04  | 0  | 0  | 0  | 0   | Nou |
|                                                                  | Endavant! Partit Pau i Drets Humans             | –          | –     | –   | 9,245      | 0.03  | 0  | 0  | 0  | 0   | =   |
|                                                                  | El Nostre Partit                                | –          | –     | –   | 6,773      | 0.02  | 0  | 0  | 0  | 0   | Nou |
|                                                                  | Gran Partit de Corea                            | –          | –     | –   | 4,855      | 0.02  | 0  | 0  | 0  | 0   | =   |
|                                                                  | Partit Renda Bàsica                             | 4,658      | 0.02  | 0   | –          | –     | –  | –  | –  | 0   |     |
|                                                                  | Gran Partit Nacional                            | 1,228      | 0.00  | 0   | –          | –     | –  | –  | –  | 0   |     |
|                                                                  | Partit Popular Demòcrata                        | 63         | 0.00  | 0   | –          | –     | –  | –  | –  | 0   |     |
|                                                                  | Partit Republicà                                | 57         | 0.00  | 0   | –          | –     | –  | –  | –  | 0   |     |
|                                                                  | Independents                                    | 1,124,167  | 3.91  | 5   | –          | –     | –  | –  | –  | 5   | 6   |
| Vots invàlids i en blanc                                         | Vots invàlids i en blanc                        | 380,059    | –     | –   | 1,226,532  | –     | –  | –  | –  | –   | –   |
| Total                                                            | Total                                           | 29,127,637 | 100   | 253 | 29,126,396 | 100   | 17 | 30 | 47 | 300 | 0   |
| Votants registrats/participació                                  | Votants registrats/participació                 | 43,994,247 | 66.21 | –   | 43,994,247 | 66.21 | –  | –  | –  | –   | –   |
| Font: NEC, NEC Arxivat 2020-maig-23 a la Wayback Machine., Naver |                                                 |            |       |     |            |       |    |    |    |     |     |